# Agustín Sáez y Glanadell
Agustín Sáez y Glanadell (Múrcia, ca. 1828-Manila, 1891) fou un pintor espanyol establert a les Filipines.
Es formà a la Reial Acadèmia de Belles Arts de San Fernando de Madrid. Durant diversos anys participà amb diferents quadres a les exposicions anuals de l'acadèmia, precedent de les exposicions nacionals. Manuel Ossorio esmenta que presentà diversos retrats i dos quadres de gènere anomenats Donar de beure a l'assedegat i Ensenyar al qui no en sap, que van ser elogiats per la premsa. En aquest moment també participà del projecte de la Sèrie Cronològica dels Reis d'Espanya amb un retrat del rei visigot Tulga.
El 1855 rebé l'encàrrec de fer còpies de diferents obres mestres que servissin de model pictòric per als alumnes de l'Acadèmia de Dibuix i Pintura de Manila, que havia estat creada el 1850 per la Junta de Comerç de la ciutat, d'acord amb les directrius de l'Acadèmia de San Fernando. Després d'haver enviat diverses rèpliques d'obres conegudes, el 1857 fou nomenat director de l'Acadèmia de Manila, càrrec del qual prengué possessió el 1858 i que ocupà fins a la seva mort. Foren deixebles seus a l'acadèmia Juan Luna y Novicio y Félix Resurrección Hidalgo y Padilla, dos importants pintors filipins del segle xix.
La seva pintura se situa dintre de l'estil acadèmic important pels artistes espanyols a les Filipines. Durant aquesta primera etapa de l'Acadèmia de Manila, coincident amb el període colonial, es practicà una pintura de tipus costumista, que representa minuciosament activitats quotidianes, escenes locals i models del país. N'és un exemple el Retrat d'una espanyola filipina (1886), que va remetre per a l'Exposició General de les Filipines de 1887, celebrada al Parc del Retiro de Madrid i avui conservada al Museu del Prado. Entre d'altres obres cal destacar la seva participació en la il·lustració de l'obra de fra Francisco Manuel Blanco La flora de Filipinas, juntament amb altres artistes com Félix Resurrección Hidalgo i Miguel Zaragoza. A més, a l'arxipèlag també feu treballs d'importància a diversos temples i nombrosos retrats de particulars.
També consta que va fer diversos dibuixos per a publicacions com Semanario pintoresco español, Historia de Zumalacárregui, entre d'altres de caràcter històric o recreatives.
El 1883 se li atorgà una comanadoria de l'orde d'Isabel la Catòlica.